# Fête nationale belge
 (juin 2023).
Motif : Des ajouts hors sujet font que l'article manque sérieusement de cohérence. Une concertation en page de discussion semble nécessaire.
La fête nationale belge (en néerlandais : Belgische nationale feestdag ; en allemand : Belgischer Nationalfeiertag) est célébrée le 21 juillet, depuis une loi du 27 mai 1890. Cette journée commémore la prestation de serment du 21 juillet 1831, au cours de laquelle le premier roi des Belges Léopold de Saxe-Cobourg-Gotha jure de rester fidèle à la Constitution. Le serment du roi marquait le début d'une Belgique indépendante, sous le régime d'une monarchie constitutionnelle et parlementaire. Le 21 juillet, toutes sortes d'animations festives sont organisées à Bruxelles à l'occasion de la fête nationale.

## Histoire
À la suite de la révolution belge de 1830 qui mena à l'indépendance de la Belgique, le Congrès national décide que la Belgique devait être une monarchie constitutionnelle. Le 4 juin 1831, le Congrès appelle Léopold de Saxe-Cobourg-Gotha (par 153 voix sur 196), à devenir le premier roi des Belges.
Le 17 juillet, le roi se rendit d'Angleterre à Calais par bateau puis en calèche par la plage de Dunkerque jusqu'à La Panne. Il se rendit ensuite à la place Royale de Bruxelles où il prêta serment le 21 juillet 1831 et devint ainsi le premier Roi des Belges. 

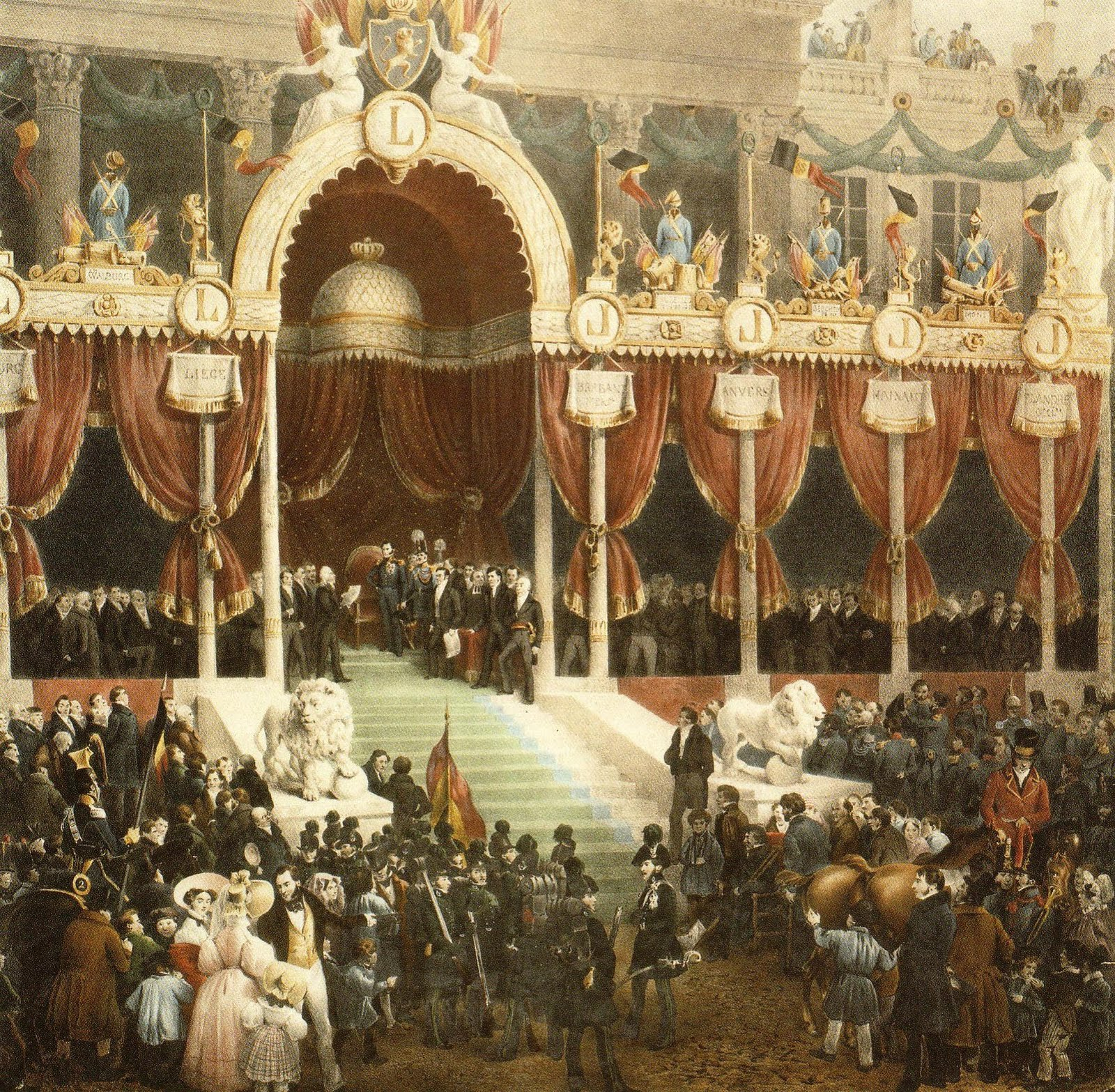
La prestation de serment de Léopold I^{er}, par Gustave Wappers (1831).

Le choix d'une fête nationale vise à consolider des territoires différents. Le jour de la fête nationale fut d'abord fixé au 27 septembre pour commémorer les « journées de septembre », qui marquent le début de la révolution belge. Alors que la Belgique se réconcilie avec les Pays-Bas, une autre date est recherchée. À partir de 1880, le troisième dimanche du mois d'août est fêté : il correspond au second jubilé national. La date n'obtient pas le succès.
Ce n'est que sous le règne de Léopold II, le 27 mai 1890, que la fête nationale fut fixée au 21 juillet pour lier ce jour de fête pour le pays à la personne du Roi.
La fête évolue avec le temps : à la suite des deux guerres mondiales, elle comporte un défilé d'anciens combattants, qui sera par la suite étendu à d'autres professions. Le Roi prononce un discours à partir de 1984.
Le 21 juillet est aussi l'occasion d'un Te Deum pour la famille royale, en la cathédrale Saints-Michel-et-Gudule de Bruxelles. Cette hymne est aussi chantée dans de nombreuses communes, on y prie pour le souverain, et la cérémonie se termine par l'hymne national, La Brabançonne.
La passation de pouvoir entre Albert II et Philippe a eu lieu le 21 juillet 2013, ce qui fit de Philippe le deuxième monarque à prêter serment un 21 juillet.

## Galerie

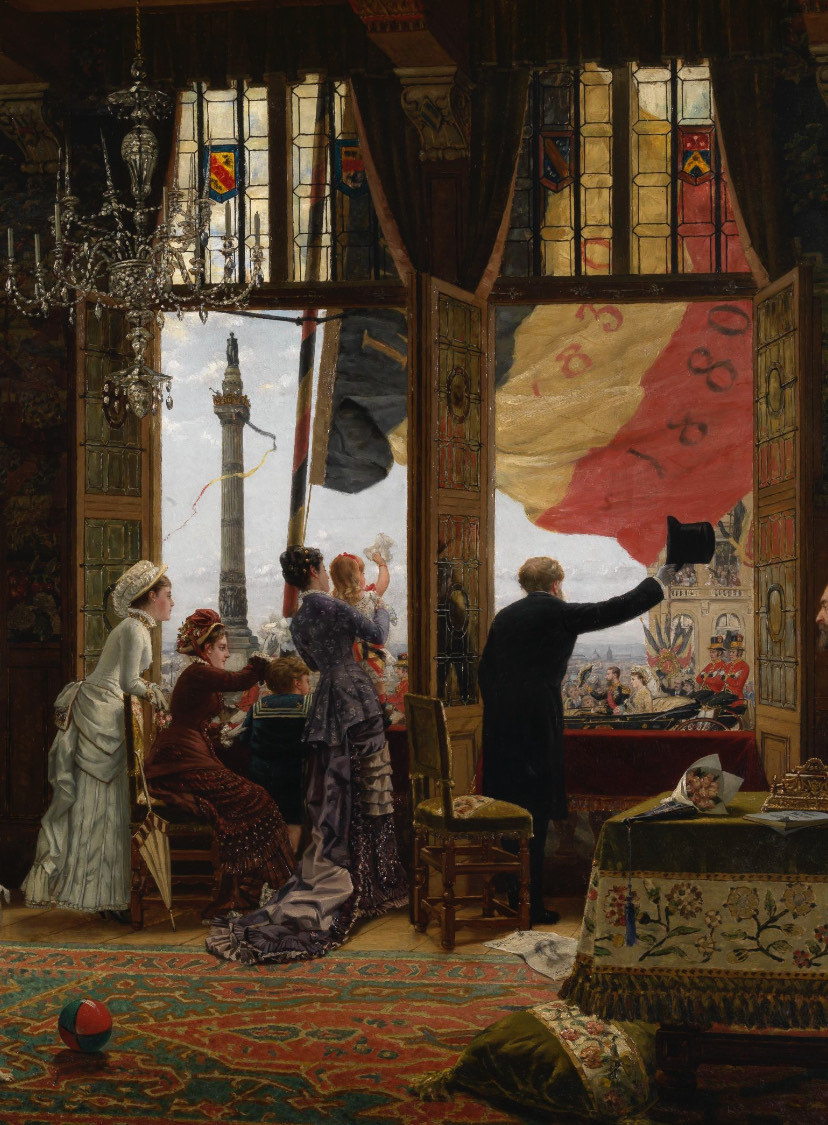
Célébration de la fête nationale à Bruxelles en 1880.
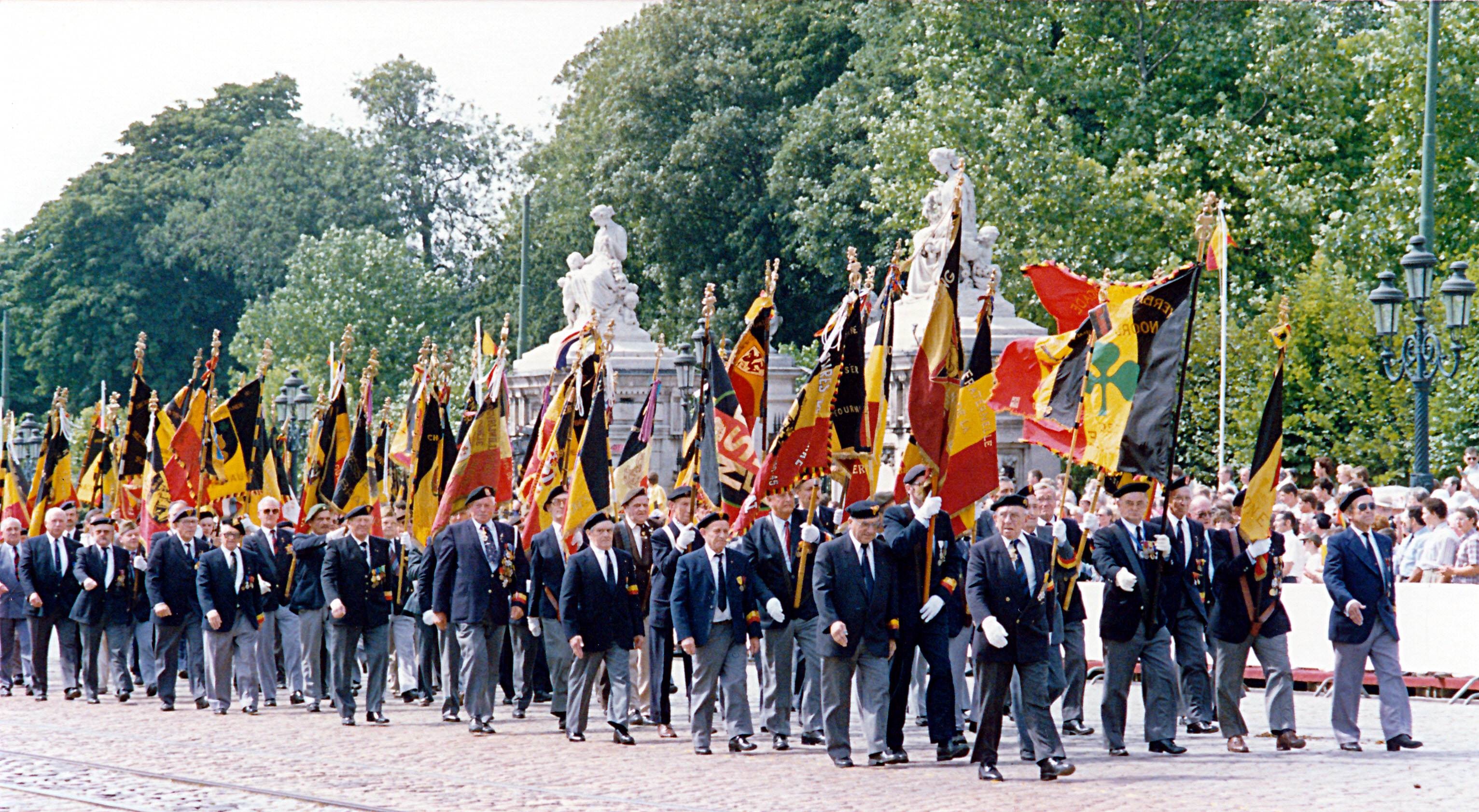
Défilé des anciens combattants.
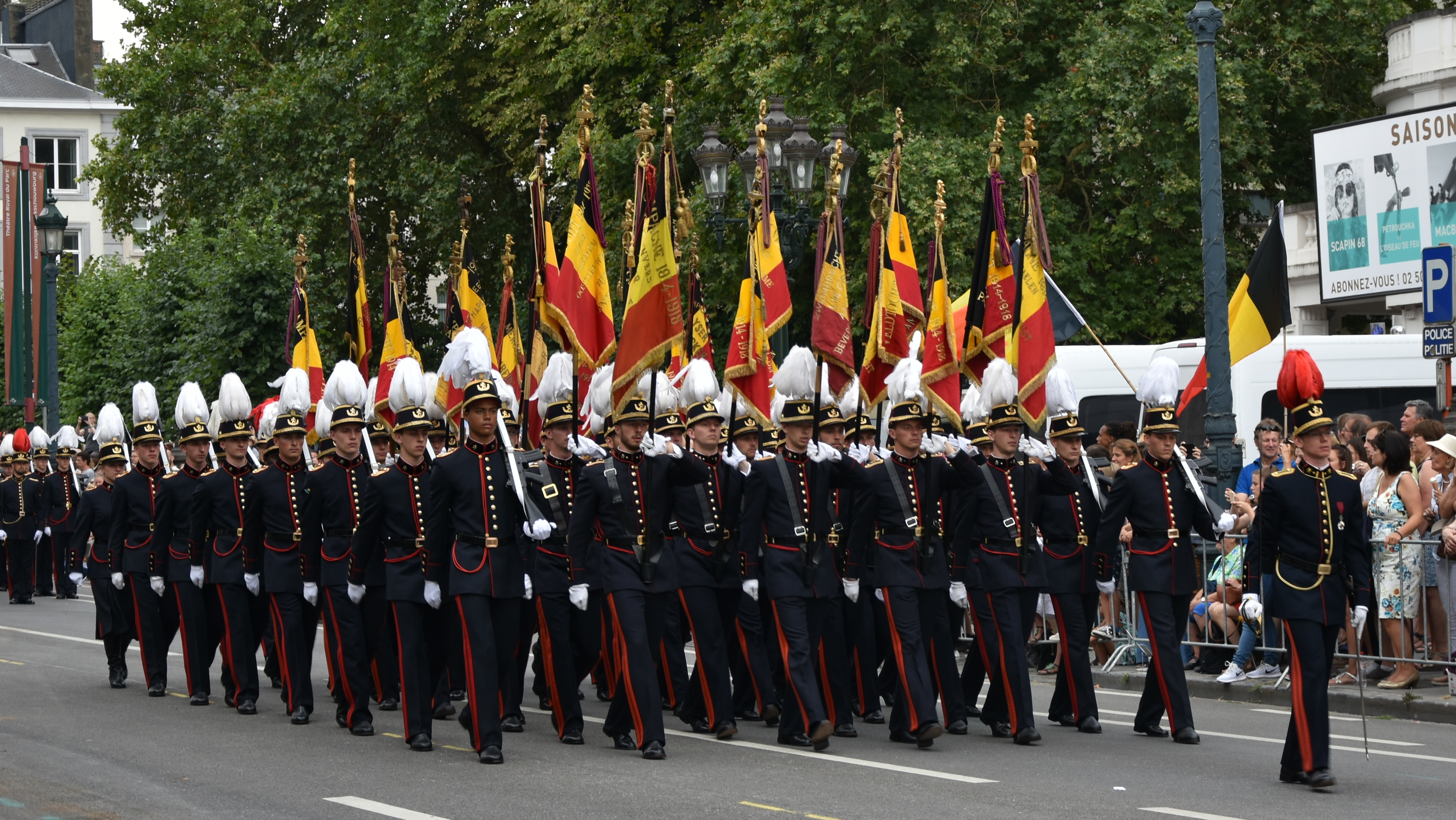
Défilé de l'école royale militaire à Bruxelles.
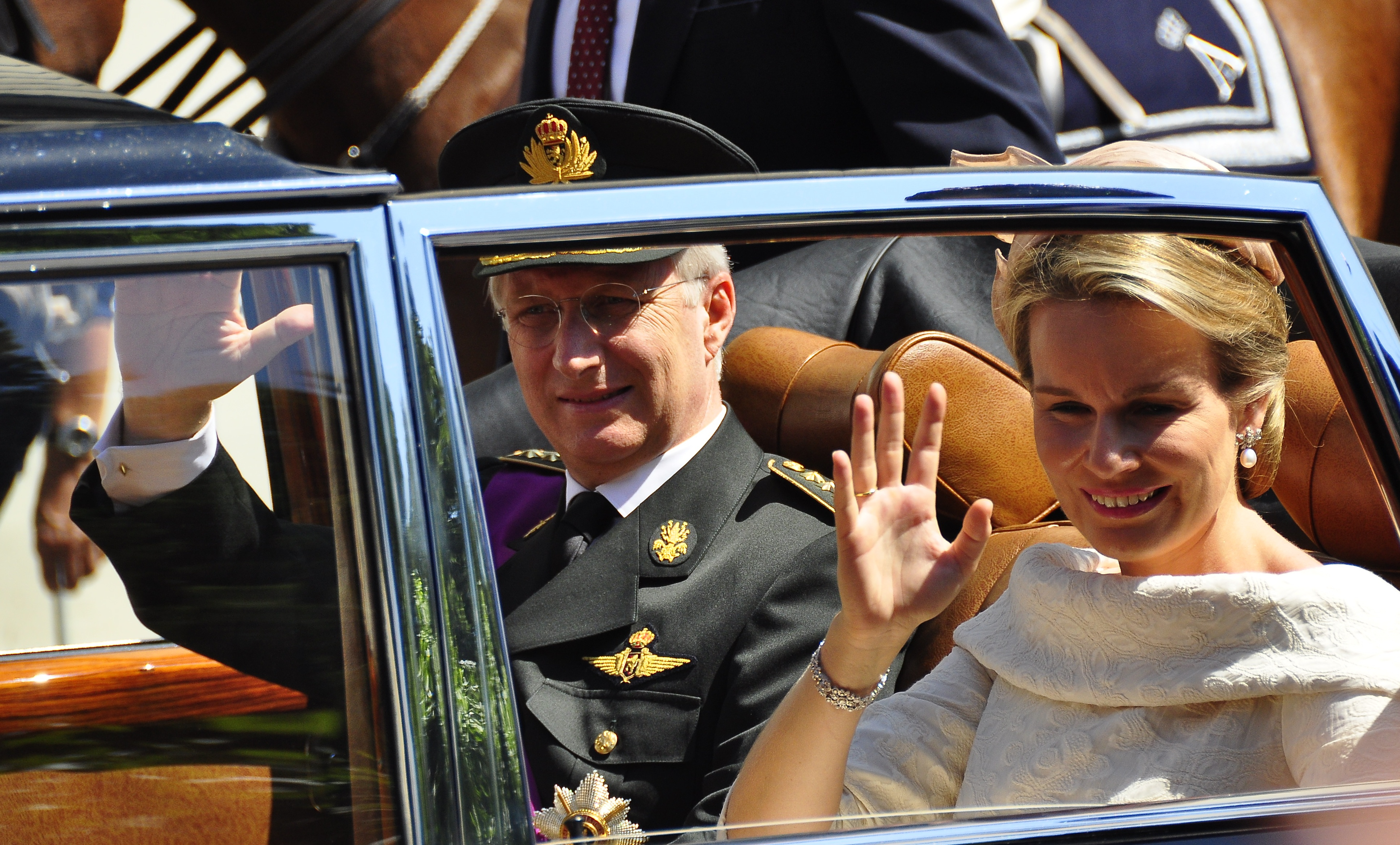
Le roi Philippe et la reine Mathilde après la prestation de serment du nouveau roi devant le 21 juillet 2013.
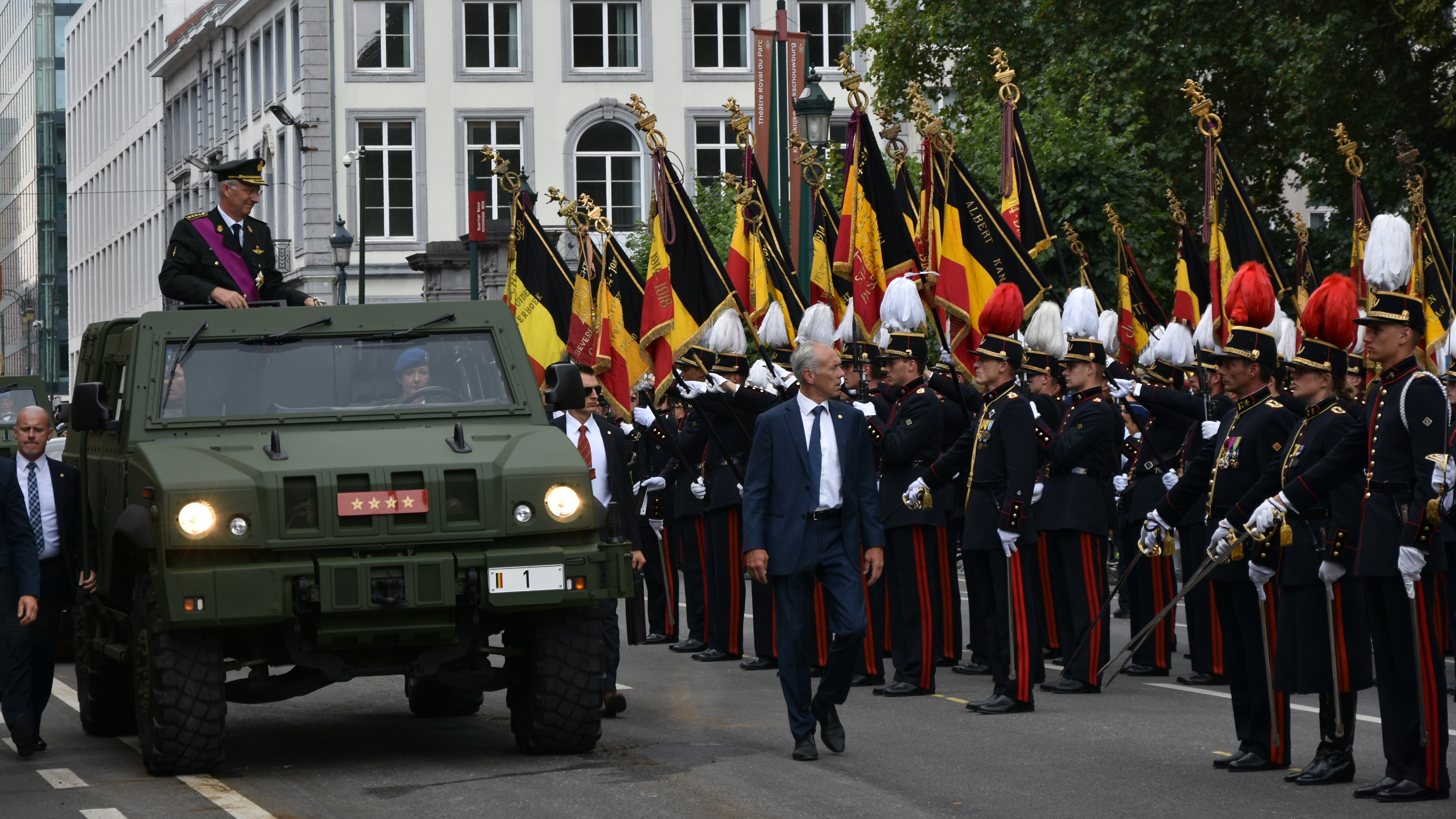
Le roi Philippe passant en revue l'Armée belge.
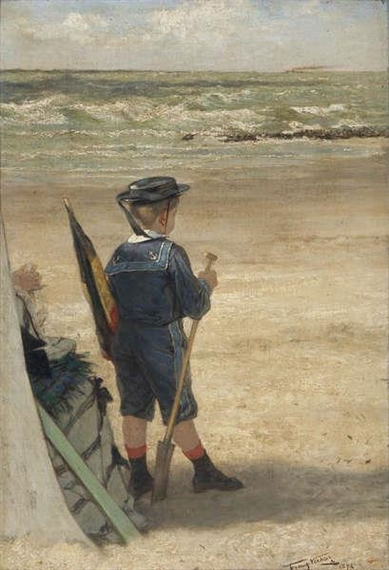
Garçon avec sa mère à la plage le 21 juillet 1874, par Frans Verhas, huile sur toile (1874).
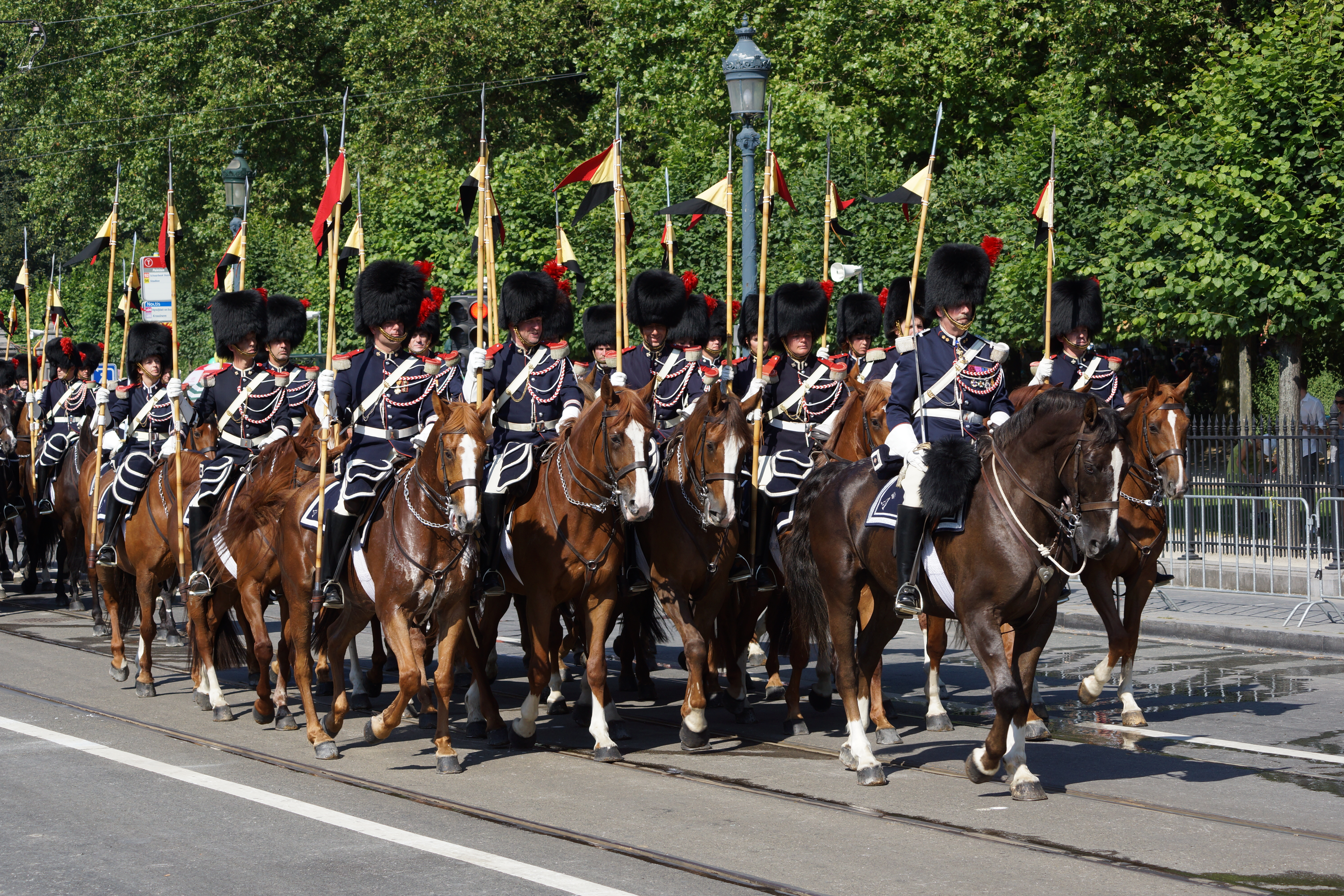
L'Escorte royale à cheval lors du défilé de la fête nationale du 21 juillet 2013.
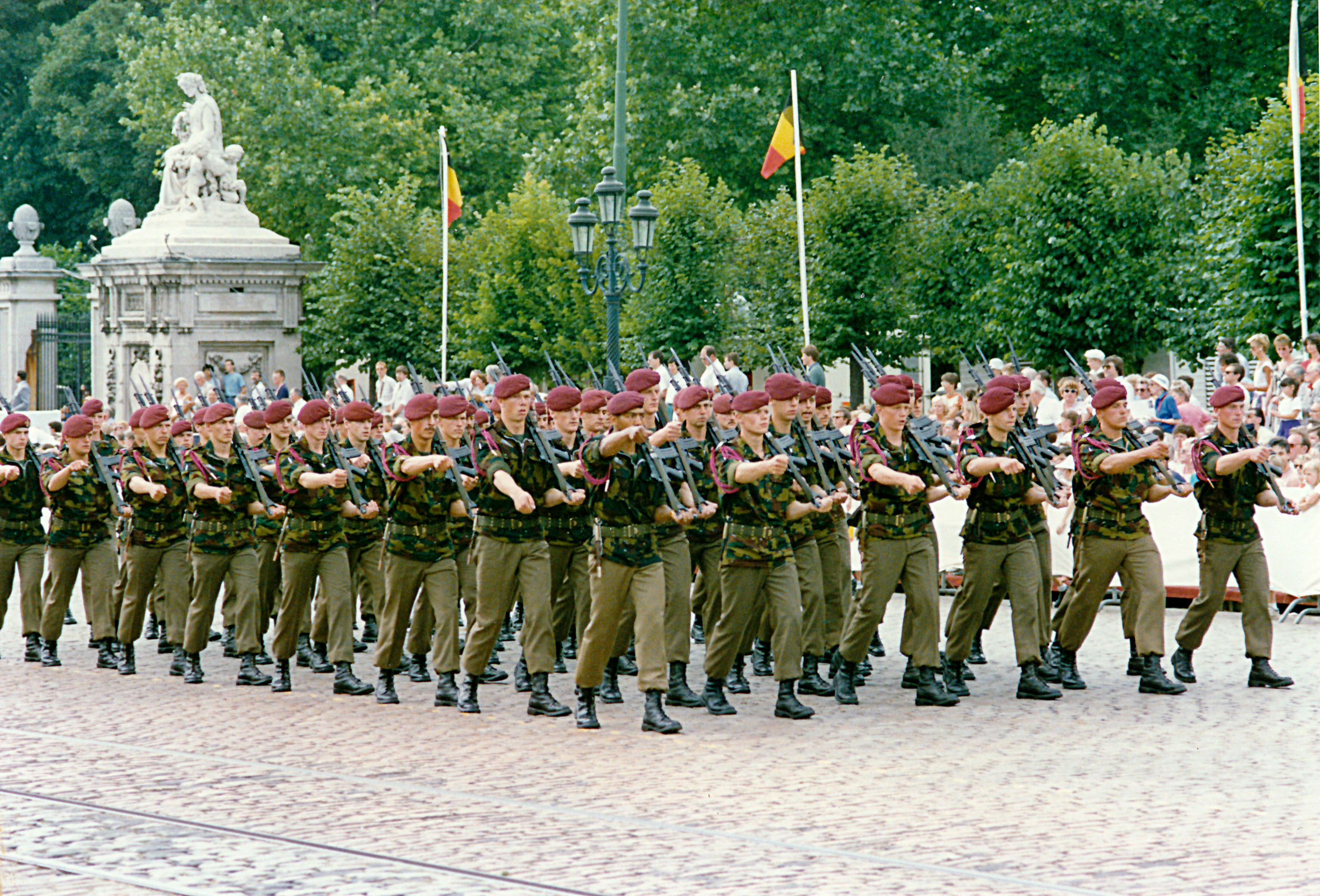
Défilé militaire place des palais.